# Луковниково (Старицкий район)
Лу́ковниково — село в Старицком районе Тверской области. Административный центр одноимённого сельского поселения. Расположено на левом берегу рек Бекловка и Тьма (бассейн Волги). В селе имеются: администрация сельского поселения, автовокзал, лесничество, дом народного творчества (клуб), библиотека, больница, аптека, магазины, средняя школа, детский сад, почтовое отделение.
В 1930—1960 годах Луковниково являлось районным центром. Указом Президиума Верховного Совета РСФСР от 14 ноября 1960 года Луковниковский район был упразднён.

## История
Первое упоминание Луковниково относится к 1524 году.
Весной 1524 года представители дворянского и боярского рода Поджогиных, приближённые ко
двору Василия III передали это село
Иосифо-Волоколамскому монастырю.
В 1566 году Луковниково упоминается в меновых грамотах царя Ивана IV Грозного с князем Владимиром Андреевичем Старицким.
Во второй половине XIX века Луковниково относилось к одноимённому приходу Ряснинской волости Старицкого уезда.
В 1859 году в Луковниково насчитывалось 48 дворов и 341 житель.
В 1888 году в селе имеются 69 дворов и 418 жителей, проводятся две ежегодные ярмарки и еженедельные базары, приезжают купцы из ближайших городов Тверской губернии: Старицы, Осташкова, Ржева, Торжка и крестьяне окрестных деревень, для продажи своих изделий и сельскохозяйственных продуктов.
В 1871 году в Луковниково была открыта церковно-приходская школа, а в 1907 году высшее начальное училище.
В 1910 году в селе уже насчитывалось 150 дворов, волостное правление, почтово-телеграфное отделение, ссудо-сберегательное товарищество, пожарная дружина, зерноочистительный пункт, земская ветеринарная лечебница, пекарня.
В селе было множество лавок: бараночная, мясная, колбасная, винная, пивная, 3 чайных.
Также имелись 1 сапожная, 2 портняжных мастерских, проводилось 3 ярмарки в год.
После установления Советской власти в 1918—1921 годах село является центром Луковниковской волости Старицкого Уезда, c марта 1924 по 1925 года Ржевского уезда.
С 1929 по 1960 год Луковниково было центром Луковниковского района Калининской области.
Во время Великой Отечественной войны село находилось в оккупации с 25 октября по 31 декабря 1941 года.

## Население
| 1859 | 1886 | 1939  | 1959  | 1997 | 2002 | 2010 |
| ---- | ---- | ----- | ----- | ---- | ---- | ---- |
| 381  | ↗418 | ↗1229 | ↘1051 | ↘779 | ↘677 | ↗741 |

## Луковниково в литературе
Село Луковниково упоминается в повести Кондратьева В. Л. «Сашка», в которой рассказывается о боевых действиях под Ржевом в 1942 году.

Шли они проселками, а то и тропками, и деревень на их пути не попадалось, спросить про дорогу некого, и только к середине дня вышли они на большак к селу Луковниково. Большое село, войском заселенное. Почти у каждого дома машины стояли груженые, и шоферня вокруг них суетилась веселая чересчур, видать подвыпившая.

Подошли табачку стрельнуть и спросить, как на Бабино пройти. Оказалось, по большаку надо, никуда не сворачивая, верст семь, совсем близко.
Учитывая расположение линии фронта в начале 1942 года в районе так называемого Ржевского выступа и содержание книги, герои повести могли войти в село только с юга. В те годы ещё сохранялся тракт Ржев — Торжок, проходящий через Луковниково.

## Известные люди
Зиматова Прасковья - партизанка-разведчица Луковниковского партизанского отряда.
Была схвачена гитлеровцами и казнена 24 ноября 1941 года в соседней деревне Большое Капково. В январе 1942 года похоронена в братской могиле села.

## Улицы села Луковниково
| улица Володарского | улица Горького  | улица Комсомольская | улица Кооперативная | улица Набережная |
| улица Партизанская | улица Советская | Почтовый переулок   | Советский переулок  | улица Соколова   |

## Фотографии села
- Здание бывшей церкви
- Стадион (слева видно здание средней школы)
- Вид на ул. Партизанскую (западные окраины) со стороны дороги на Беклово
- Улица Комсомольская
- Улица Комсомольская (между школой и стадионом)
- Въезд со стороны Старицы (внизу мост через р. Тьма)
- Улица Партизанская
- Улица Партизанская
- Луковниковская средняя школа

## Старые фото села
- Луковниковская школа (1938 г., сожжена немцами) в 1941 г.
- Начальная школа, ("Скворешня") (просуществовала до 80-х гг)

## Ближайшие населённые пункты
- Рясня
- Бабино
- Бабёнки
- Денежное
- Павликово